# Girl Model
Girl Model es un documental de 2011 sobre el mundo de las modelos y los retos que enfrentan, especialmente las jóvenes. Hace el seguimiento de a Ashley, una cazatalentos de modelos conflictiva que recluta a jóvenes siberianas para hacer de modelos Japón, y a Nadya, una joven de 13 años reclutada que sufre abusos económicos durante su trabajo como modelo en Japón. Fue dirigida por David Redmon y Ashley Sabin. El documental tiene una calificación del 93% en Rotten Tomatoes.

## Recepción y críticas
Si bien recibió muchos elogios por su temática, algunos críticas señalaron que echaban de menos preguntas más de fondo a las participantes. Ty Burr, de The Boston Globe, señala: «Es un enfoque válido que no rinde tantos frutos como se espera. Se percibe que hay puntos sin conectar, un panorama general que no vemos. ¿Acaso los directores de las distintas agencias explotan a las modelos por su cuenta o existe una colusión maliciosa? ¿Quién gana dinero y cómo? 'Girl Model' muestra, pero no investiga». Jeannette Catsoulis, de The New York Times, escribe: «Llena de ojos ciegos y acuerdos tácitos, 'Girl Model' abre la caja de Pandora y luego desdeña seguir sus rastros viscosos».
Matan Uziel, de The Glam Monitor, escribe: «Este video ofrece una visión muy inquietante de cómo las naciones ricas se aprovechan de las personas pobres de otros países. Es solo una pequeña muestra de la explotación que se lleva a cabo. Este mercado de 'carne', preludio de la trata de personas con fines de explotación sexual, es espeluznante, horrible e impactante, y debemos hacer todo lo posible para evitarlo». «La industria de la moda puede parecer glamurosa desde fuera, y es engañosa».